# 三角美壳虫
三角美壳虫（学名：Euchitonia triangulum）为孔盘虫科美壳虫属的动物。分布于菲律宾海、太平洋、地中海，包括东海等海域。